# Sebastes spinorbis
Sebastes spinorbis és una espècie de peix pertanyent a la família dels sebàstids i a l'ordre dels escorpeniformes.

## Etimologia
L'epítet llatí spinorbis fa referència a les espines que té al llarg de la vora més baixa de les òrbites dels ulls.

## Descripció
L'holotip (un mascle adult) fa 225 mm de llargària, tot i que aquesta espècie pot assolir els 34,4 cm de longitud màxima. 18 radis pectorals. 29-33 branquiespines. 1 espina en la superfície lateral de l'os lacrimal. 26 vèrtebres (11+15). 33-41 porus a la línia lateral. Base del crani recta. Crestes parietals ben desenvolupades i elevades. Escates ctenoides. Cap completament escatós. L'espina núm. 13 de l'aleta dorsal és més llarga que la 12. La segona espina anal és més forta i llarga que la tercera. Perfil de l'aleta anal gairebé vertical. Aleta caudal truncada. Mentre és viu, la coloració del cos va del rosa al vermell amb 6 taques blanques (igual que Sebastes exsul) i presenta les aletes roses; les escates dels flancs amb els marges foscos; la cavitat branquial i la boca fosques; el peritoneu negrós i taques de color verd fosc a la part superior i els costats del cap, a la línia lateral i al llarg de la part basal de l'aleta dorsal.

## Reproducció
És de fecundació interna i vivípar.

## Hàbitat i distribució geogràfica
És un peix marí, demersal (entre 130 i 160 m de fondària) i de clima tropical, el qual viu al Pacífic oriental central: el golf de Califòrnia (Mèxic).

## Observacions
És inofensiu per als humans, el seu índex de vulnerabilitat és d'alt a molt alt (66 de 100) i pot arribar a tindre una longevitat de 45 anys. Aquesta espècie i Sebastes exsul estan estretament relacionades i, probablement, van evolucionar a partir d'un ancestre comú que va entrar al golf de Califòrnia fa 800.000 anys durant un període climàtic relativament fred.